# Jean A. Duquette
Jean Alfred Duquette (auch John Alfred Duquette; * 15. März 1853 in Oswego/New York, Vereinigte Staaten; † 10. Mai 1902 in Montreal) war ein kanadischer Geiger, Bratschist und Musikpädagoge.

## Leben
Duquette studierte von 1865 bis 1871 in Montreal Geige bei Jules Hone. Am Boston Conservatory erwarb er ein Diplom und unterrichtete dann von 1873 bis 1880 am St Joseph College in Ottawa und 1880–81 in New York. Nach seiner Rückkehr nach Kanada unterrichtete er in Ottawa privat und an verschiedenen Institutionen Geige, Mandoline und Instrumentalbegleitung. Unter anderem waren Albert Chamberland und Camille Couture seine Schüler.
Ab 1890 war Duquette Erster Geiger in einem Streichquartett mit Isaac Silverstone (Zweite Geige), Cathcart Wallace (Bratsche)  und Louis Charbonneau (Cello). 1894 war er Gründungsmitglied des ersten unter diesem Namen agierenden Montreal Symphony Orchestra, das von Guillaume Couture geleitet wurde. Er war hier Mitglied der Bratschensektion und Präsident des Orchesters bis zu dessen Auflösung 1898. Außerdem war er auch Präsident der Montreal Musical Union.
Von 1899 bis 1901 trat Duquette im Rahmen von Kammermusikkonzerten im His Majesty's Theatre und in der Karn Hall mit einem Streichquartett mit Otto Zimmermann, Herbert Spencer und Louis Charbonneau auf. Seit 1878 war Duquette mit der Pianistin und Sängerin Cordélia Lavallée, einer Schwester der Komponistin Calixa Lavallée, verheiratet. Ihre Tochter Blanche heiratete den Musikkritiker Gustave Comte. Ihr Sohn Raoul wurde als Cellist bekannt. Duquettes Bruder Ellsworth Duquette war Sänger.